# Estación Charrúa
Charrúa es una antigua estación ubicada en el pueblo del mismo nombre, en la comuna chilena de Cabrero. Pertenecía al Ramal Monte Águila - Polcura que fue levantado.
Cercana a la localidad donde se encuentra esta estación existe una subestación eléctrica (S/E Charrúa) de Transelec, una de las más importantes de la zona. La subestación Charrúa es uno de los principales nodos de la red del Sistema Interconectado Central (SIC), siendo el nexo entre el tronco principal de transmisión y las centrales hidroeléctricas de la laguna de La Laja y el alto Biobío, que poseen una potencia total de 2.340 MW (un 25% del total del SIC). La caída de una torre en dicha subestación durante el terremoto de Chile de 2010 produjo un corte masivo en gran parte del territorio nacional, así como también la falla de un transformador generó un apagón 15 días después del sismo.